# Okrivljena osoba
U sudskom postupku, okrivljeni je lice ili objekat koji je stranka bilo optužena za izvršenje krivičnog dela u krivičnom postupku ili protiv koje se traži neka vrsta građanskopravne pomoći u parničnom postupku.
Terminologija se razlikuje od jedne do druge jurisdikcije. U škotskom zakonu, termini „optuženi“ ili „panel“ se koriste umesto njih u krivičnom postupku, a „branilac“ u građanskom postupku. Drugi termin u upotrebi je „respondent“.